# Galium taiwanense
Galium taiwanense là một loài thực vật có hoa trong họ Thiến thảo. Loài này được Masam. mô tả khoa học đầu tiên năm 1939.